# 有柄柴胡
有柄柴胡（学名：Bupleurum petiolulatum）为伞形科柴胡属的植物，为中国的特有植物。分布在中国大陆的甘肃、四川、西藏、云南等地，生长于海拔2,300米至3,400米的地区，一般生于高山草坡灌丛林下，目前已由人工引种栽培。

## 异名
- Bupleurum petiolulatum Franch. var. tenerum Shan et Y. Li